# Jangmadang

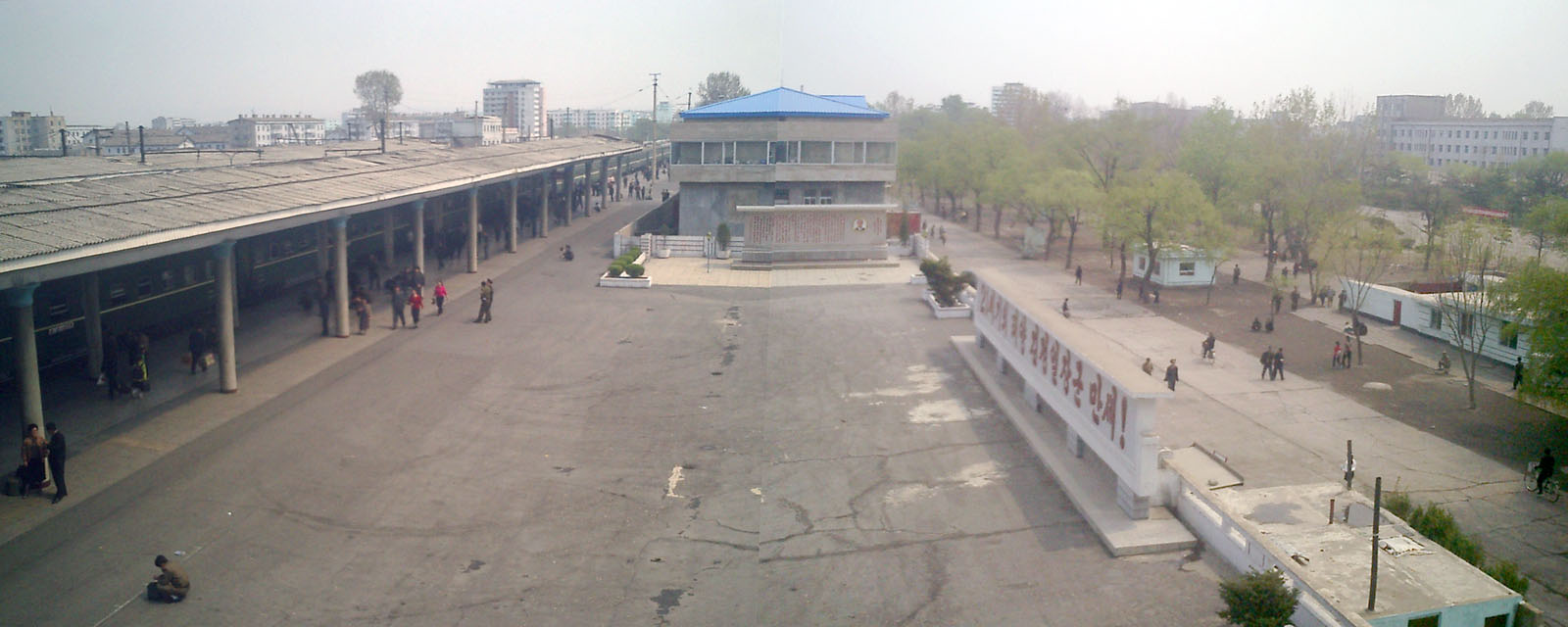
La ville de Sinuiju est un centre important de l'économie formelle et informelle nord-coréenne en raison de sa proximité avec la frontière chinoise (sur la photo, la).

Les jangmadang (chosŏn’gŭl : 공화국의 영원한 주석, signifie « marché » en général[pas clair]) sont en Corée du Nord des marchés agricoles (en), locaux, ou même des marchés noirs. Depuis la grande famine en Corée du Nord, ils forment une partie importante de l'économie informelle du pays. Ces dernières années, le gouvernement est devenu plus tolérant envers eux, mais les commerçants sont cependant encore confrontés à de lourdes réglementations. Actuellement[Quand ?], la majorité des Nord-Coréens dépendent de ces marchés pour leur survie.
Le gouvernement de la Corée du Nord tente de réguler la croissance de l'économie de marché dans le pays par diverses méthodes. Certaines d'entre elles, telles que la réglementation de l'âge minimum des commerçants, ont provoqué des changements sociétaux, comme le fait d'avoir rendu les femmes plus responsables de l'apport d'argent pour leurs familles. Cela a entraîné une évolution de la place des hommes et des femmes dans la société nord-coréenne.
Il est également suggéré un rôle possible des marchés noirs dans les réformes du gouvernement et de l'économie nord-coréenne, éventuellement de la même manière qu'en Chine.

## Contexte

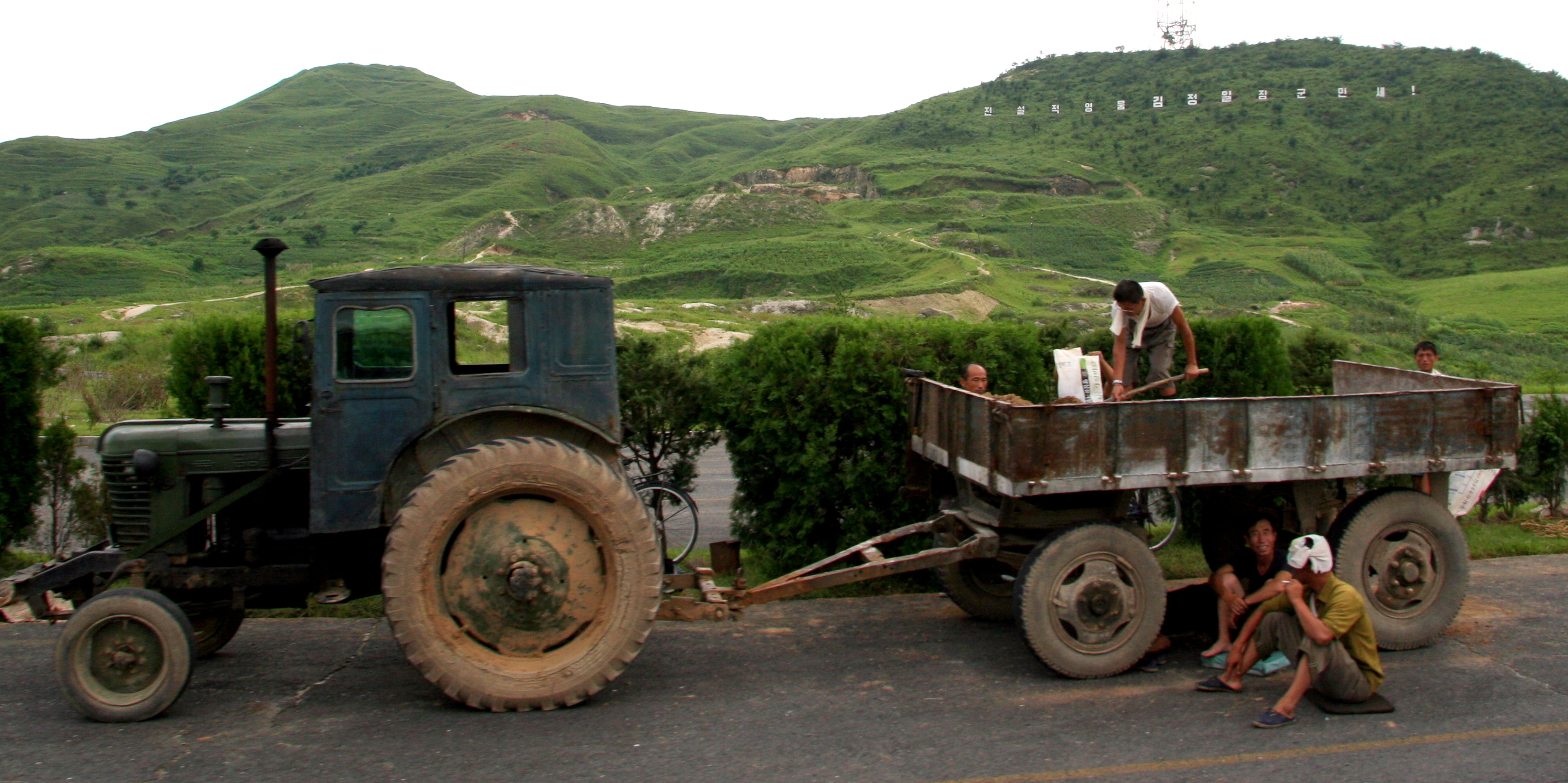
La famine nord-coréenne des années 1990 a contribué à la naissance d'une économie de marché noir.

Après l'effondrement du système de distribution publique, le gouvernement nord-coréen autorise les marchés privés qui vendent à l'origine des articles essentiels comme du riz ou des légumes. Ils évoluent à partir de communautés locales et concernent diverses organisations, lieux de travail, parents et voisins, qui aident les gens à survivre pendant la grande famine des années 1990. Beaucoup de ces gestes d'entraide se généralisent par la suite, à mesure que les marchés se développent.
Contrairement aux villes, les gens utilisent encore le troc à la place de l'argent.
La Chine domine l'économie officielle et non officielle en Corée du Nord. Certaines personnes reçoivent un capital de départ de parents vivants en Chine, et dont beaucoup sont également devenus des partenaires et des conseillers en affaires.
En 1998, le Ministère de l’Unification compte de 300 à 350 marchés en Corée du Nord.

## Aperçu

### Comme source de moyens de subsistance

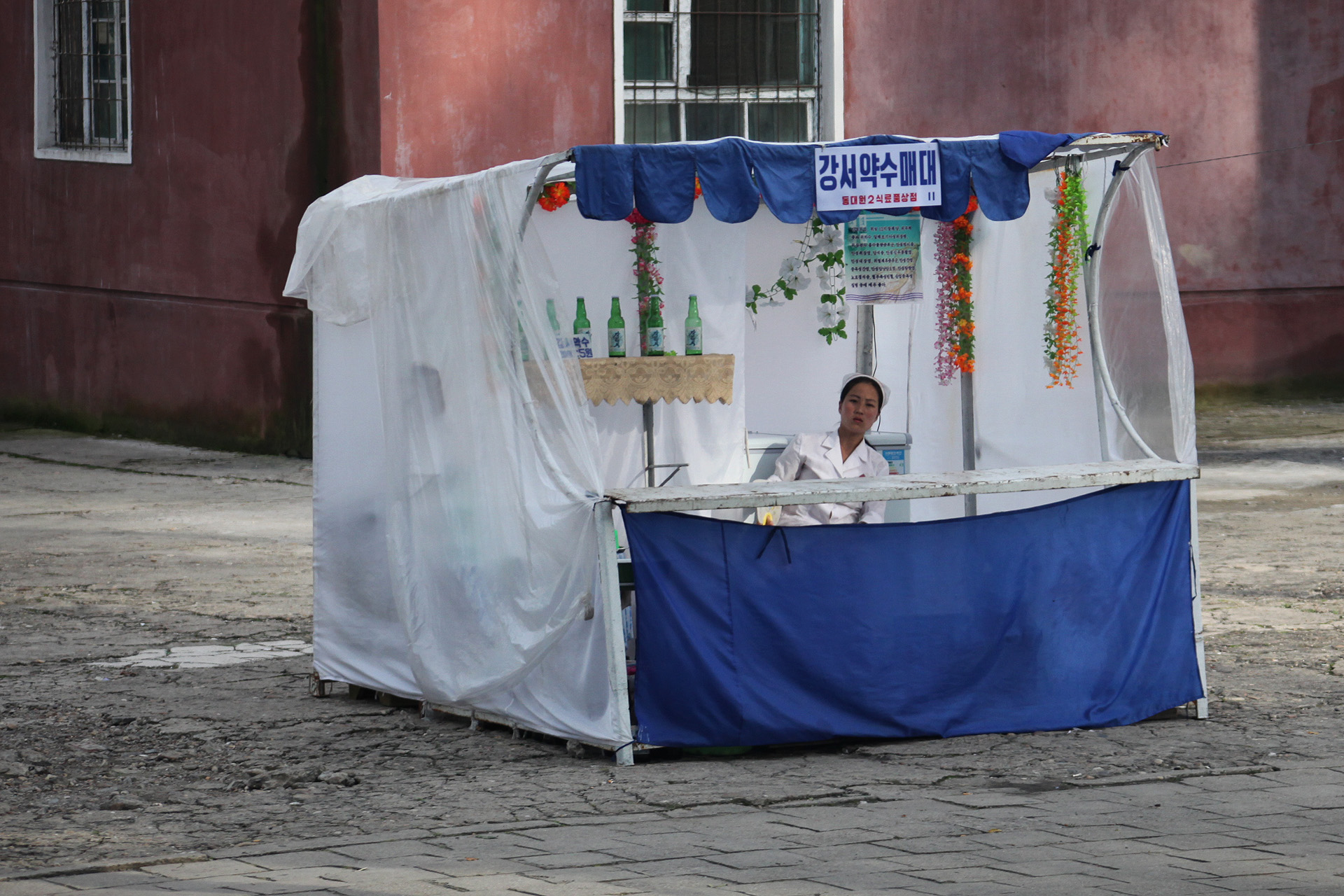
La plupart des Nord-Coréens dépendent des marchés pour leur survie.

En 2008, environ 70 % des ménages urbains s'engageraient dans l'artisanat, le commerce ou les services de transport liés aux marchés jangmadang. Privés de système de distribution alimentaire, les gens dépendent des marchés locaux pour gagner de l'argent et survivre. Alors que le salaire mensuel réel est de 2 $, un Nord-Coréen moyen gagne au total environ 15 $ par mois en 2011. Le succès des commerçants des marchés noirs et les réussites capitalistes réelles sont rares, même si cependant quelques anciens ouvriers et agriculteurs deviennent très riches avec des revenus de centaines et même de milliers de dollars par mois. Entre la moitié et les trois quarts des revenus du peuple nord-coréen proviennent des diverses activités liées aux marchés. Les mesures de répression du gouvernement entraînent cependant une instabilité des affaires et de la corruption.
Des études annuelles réalisées par l'Institut universitaire national de Séoul pour les études de la paix et de l'unification révèlent, même si cela n'est pas représentatif de l'ensemble de la population, que plus de la moitié d'entre elle a reçu des fonds de l'État nord-coréen. Une augmentation significative du nombre de personnes engagées dans des activités commerciales privées et de soudoiement des autorités a également été noté.
Le professeur Andreï Lankov de l'université Kookmin (en) de Séoul rapporte que certains commerçants des jangmadang, en plus de l'élite et des étrangers, payent une éducation privée à leurs enfants. Les leçons de musique, d'informatique et d'apprentissage des langues étrangères font partie des cours privés les plus populaires. (En Corée du Nord, la politique du songbun (« l'armée d'abord ») réglemente fortement l'accès à l'éducation publique, et les personnes issues d'un milieu modeste ont du mal à entrer dans des universités telles que l'université Kim Il-sung.)[réf. nécessaire] Andreï Lankov salue cependant la répression de l'éducation privée par les autorités nord-coréennes, malgré les soupçons de corruption et la compétitivité dans l'éducation publique en Corée du Nord.

### Sécurité alimentaire
Les commerçants des marchés font passer en contrebande de la nourriture depuis la Chine pour la vendre.
Habituellement, les produits sont moins chers après la saison des récoltes. En plus des variations saisonnières typiques sur le prix des fruits et légumes, les sécheresses en Corée du Nord peuvent entraîner une forte augmentation des prix des denrées alimentaires et nuire à la possibilité des gens de conserver un régime équilibré et nutritif. En 2015, la sécheresse a provoqué un triplement du prix des pommes de terre par rapport à la même période en 2014. Les rumeurs d'une mauvaise récolte de pommes de terre ont également entraîné une augmentation des prix.
Les Nord-Coréens qui se livrent à divers types de commerces pour leur famille cultivent également des champs privés. Les Nord-Coréens les plus pauvres qui n'ont pas la possibilité de vendre de la nourriture vivent généralement d'une agriculture de subsistance. Une partie importante de la production alimentaire nord-coréenne est produite illégalement et de façon privée sur des petites parcelles agricoles appelées en Corée du Nord sotoji (« petit champs » en coréen). Les jardins privés près du domicile sont permis. La production peut être consommée ou être vendue. 
Les fermes collectives ont un quotas de production à atteindre. S'ils atteignent ce quotas, ils peuvent vendre les surplus dans les marchés officiels. Cette politique permet d'augmenter la production officielle en encourageant les fermiers à atteindre les objectifs du gouvernement, elle permet d'assurer la sécurité alimentaire des localités et de générer des revenus d'appoint pour ces derniers. 

### Biens et services offerts

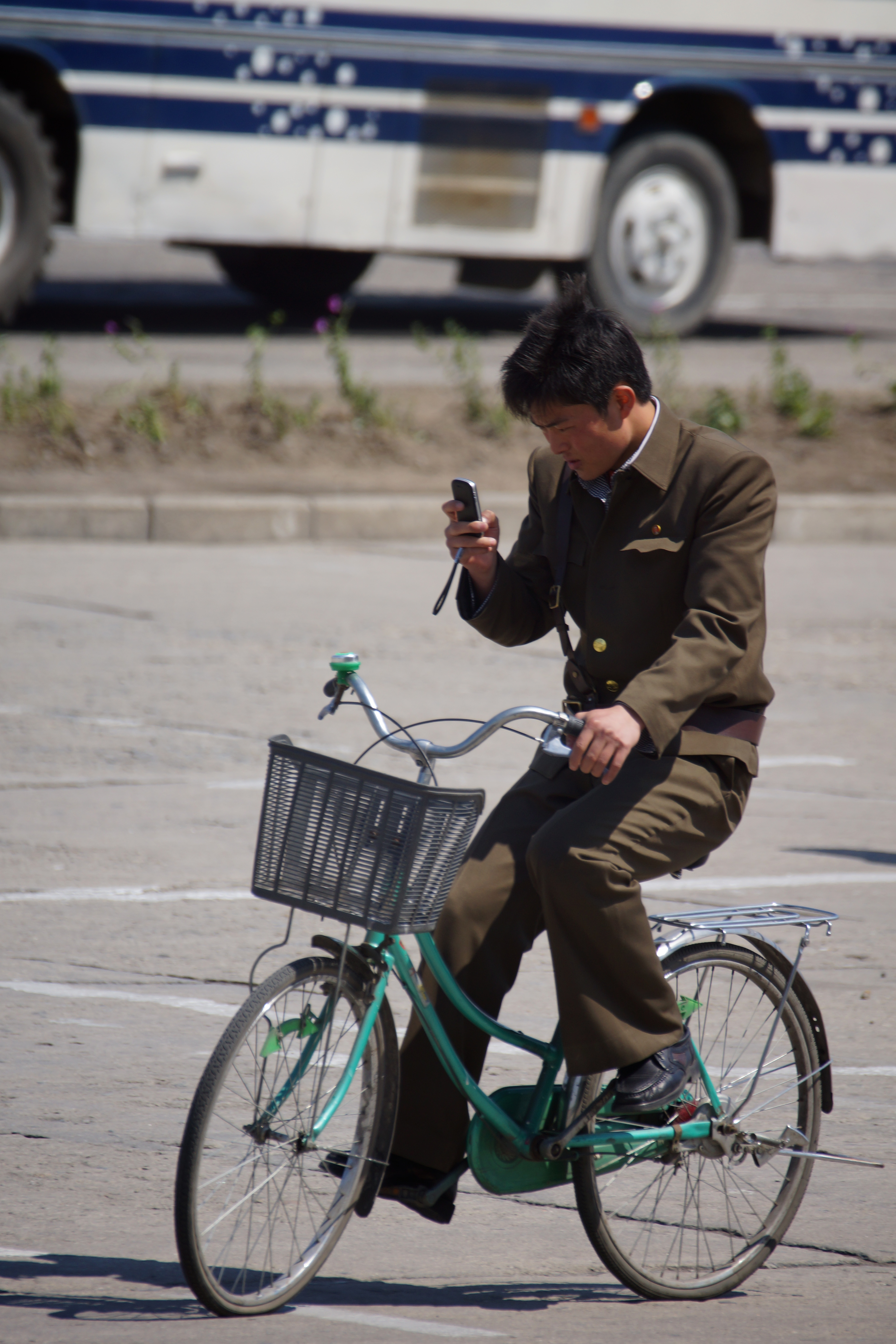
Les vélos et les téléphones portables sont de plus en plus courants en Corée du Nord.

Même si le niveau de vie n'a pas beaucoup augmenté en Corée du Nord, l'activité des marchés et la gamme de produits proposés ont connu une augmentation. La qualité de la marchandise a également augmenté.
En 2008, parmi les produits les plus populaires et recherchés vendus sur les marchés se trouvent la cuisine de rue, les batteries de voitures, les cuiseurs de riz, les rasoirs électriques, les chaussures élégantes, les cosmétiques, les lecteurs DVD, les motos et les revêtements de sol en vinyle. Beaucoup d'étiquettes de marque apposés sur les produits à vendre sont des fausses et prétendent être fabriquées en Corée du Sud.
Contrairement à certaines idées reçues, le cannabis est illégal en Corée du Nord. Il ne peut donc pas être acheté dans les marchés. S'il est possible de trouver légalement des feuilles de chanvre broyées dans des marchés comme ceux de Rason, ils s'agit cependant de produits de très faible qualité et qui ne procurent aucun effet,. 
Les étals d'élevage sont un ajout récent, les marchés des grandes villes s'étant transformés en marchés agricoles.
Les prêts d'argent et les devises étrangères sont apparus en même temps que la croissance des marchés. Comme les banques ne fonctionnent pas vraiment en Corée du Nord, les étals des marchés sont utilisés comme principale plate-forme pour les transactions bancaires. Beaucoup de gens utilisent des devises étrangères pour faire leurs économies et ceux qui vendent des biens plus précieux utilisent souvent le yuan chinois. Contracter un prêt pour acheter des biens chers, comme une bicyclette, est devenu plus fréquent.
Même des services médicaux privés sont apparus sur les marchés jangmadang avec des médecins retraités offrant leurs services, tout comme des pratiquants de médecine traditionnelle coréenne. Les médecins facturent environ 10 $ le diagnostic, et certains remplissent des ordonnances. Beaucoup de ces médecins sont incapables de vivre de leurs salaires misérables. Les services médicaux des marchés noirs existent depuis que le système de soins de santé gratuit s'est effondré dans les années 1990. Certains fonctionnaires sont eux-mêmes obligés de recevoir l'aide de ces mêmes médecins dont ils sont censés réprimer l'activité.

## Rôle dans de possibles réformes
Un transfuge aurait été surpris par la similitude entre les marchés en Corée du Nord et en Corée du Sud, plus que par leurs contrastes.
Certains ont parlé de « génération jangmadang » en se référant aux personnes nées dans les années 1980 et 1990.
Il est spéculé que Kim Jong-un désirerait des marchés plus libéraux que son père Kim Jong-il. Cependant, au fur et à mesure que le commerce des marchés augmente, le soutien à Kim Jong-un parmi la population n'a pas particulièrement faibli, ce qui met en doute l'affirmation selon laquelle une réforme des marchés réduirait le soutien au régime.

### Accès aux informations de l'extérieur
Les produits culturels étrangers introduits en contrebande en Corée du Nord peuvent inciter les gens à défier leur gouvernement et encourager un changement de régime. L'influence de la prospérité chinoise à proximité peut aussi rendre les gens désireux de réformes.

## Répression et réglementation par le gouvernement nord-coréen

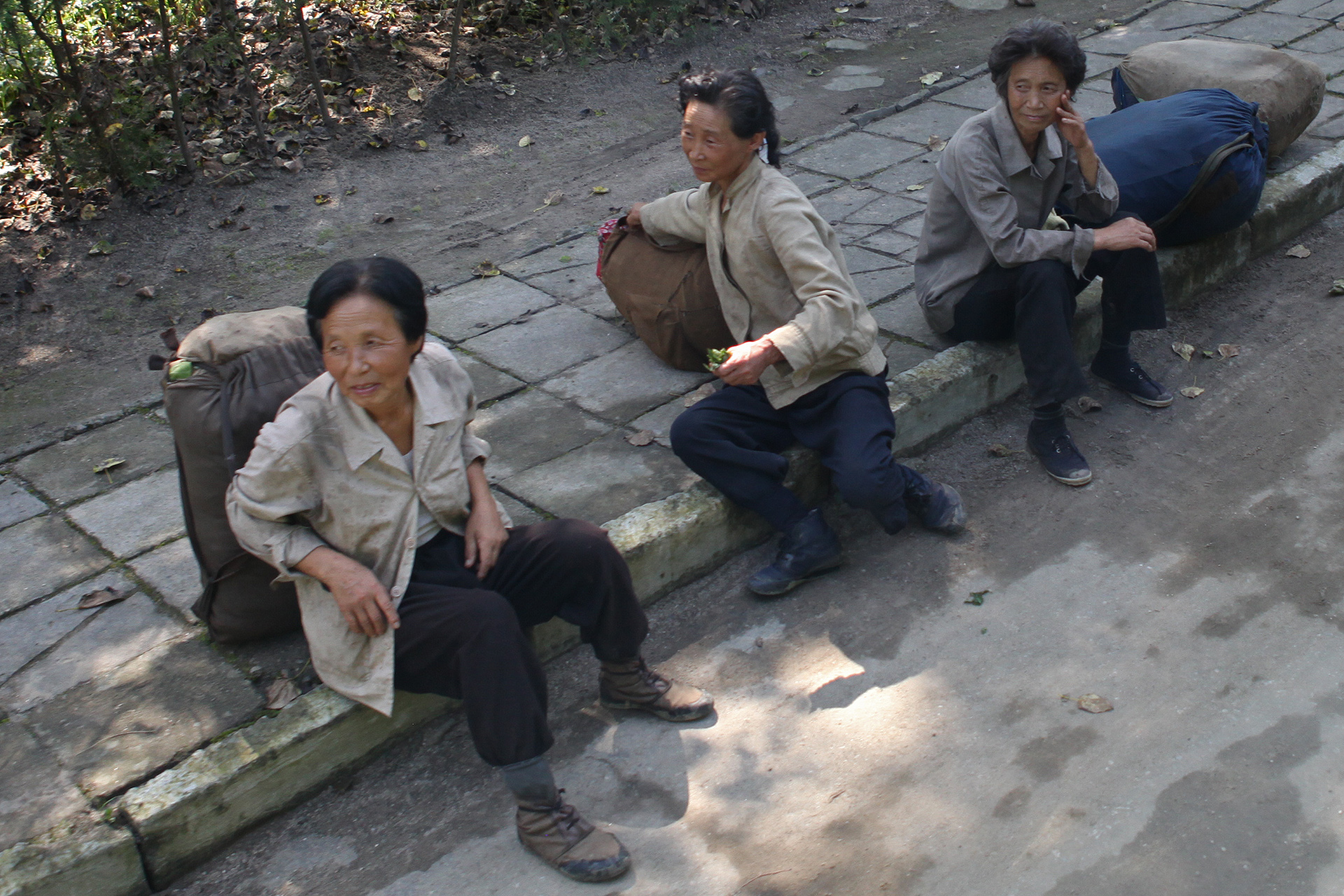
Ces femmes sont peut-être les « commerçants-tique », souvent persécutés par les autorités.

Certaines personnes vendent leurs marchandises dans des allées près des marchés actuels pour éviter le harcèlement et l'extorsion des fonctionnaires du ministère de la Sécurité du peuple. Ces commerçants sont appelés, en raison de leur rapide prolifération, « commerçants-tique » en Corée du Nord, ou quelquefois « commerçants-sauterelle ».
Vers 2007, les autorités essayent de prendre le contrôle de la vente de revêtements de sol en plastique fabriqués en Chine, devenus populaires et rentables avec un accroissement du niveau de vie, en décrétant qu'ils ne peuvent être vendus que dans des magasins appartenant à l'État. Elles tentent également de réglementer les autobus privés et les camions dépassant la limite de poids de huit tonnes, d'inscrire les contrevenants en tant qu'employés de l'État et de déclarer les véhicules comme des biens d'État. Cette activité de camions est appelée chapan-jangsa en Corée du Nord.
Ces deux activités économiques figurent parmi les trois plus rentables en plus des ventes de méthamphétamine.
En 2013, un système de fournisseur basé sur l'identité est mis en place pour empêcher les gens d'échapper aux frais de location d'étals. Ils doivent maintenant posséder une carte de vendeur autour du cou pendant les heures d'ouverture. Ces cartes de fournisseurs peuvent être utilisées pour vérifier si un marchand a payé les frais de décrochage et vérifier son identité. Des vendeurs sont également cités comme faisant pivoter leurs emplacements.
Certains commerçants aisés peuvent échapper aux mobilisations des autorités locales suffisamment flexibles. Les personnes avec un bon songbun (contexte familial) sont également dispensées de s'excuser en cas d'absence

### Réglementation de l'âge
En 2008, les femmes âgées de moins de 40 ans sont interdites de travailler sur les marchés.
Cependant, après l'ascension au pouvoir de Kim Jong-un, les limites d'âge sont supprimées pour les femmes, tandis que d'autres sont imposées aux hommes. Actuellement[Quand ?], seuls les hommes de plus de 60 ans sont autorisés à travailler sur les marchés. Il s'agit d'une tentative de faire respecter la loyauté des travailleurs sur leurs lieux de travail, selon une source de Daily NK (en) de la province du Ryanggang.

### Réformes monétaires
L'une des théories visant à expliquer l'objectif du gouvernement nord-coréen à réévaluer le won en 2009 est qu'il visait les marchands qui étaient devenus très riches, les Donju. La réforme de la monnaie a également provoqué une vague d'achat dans les jangmadangs par des personnes inquiètes de s'assurer que leurs économies n'avaient pas perdu toute leur valeur. Pendant un certain temps, seul le yuan chinois, en plus d'autres monnaies étrangères, était accepté dans le commerce, à l'exception des étals de produits alimentaires vendant du riz. Finalement, le nouveau won s'est stabilisé au niveau de sa valeur d'avant la réforme, après avoir subi une période d'hyperinflation.

## Modification des rôles entre hommes et femmes dans la société nord-coréenne

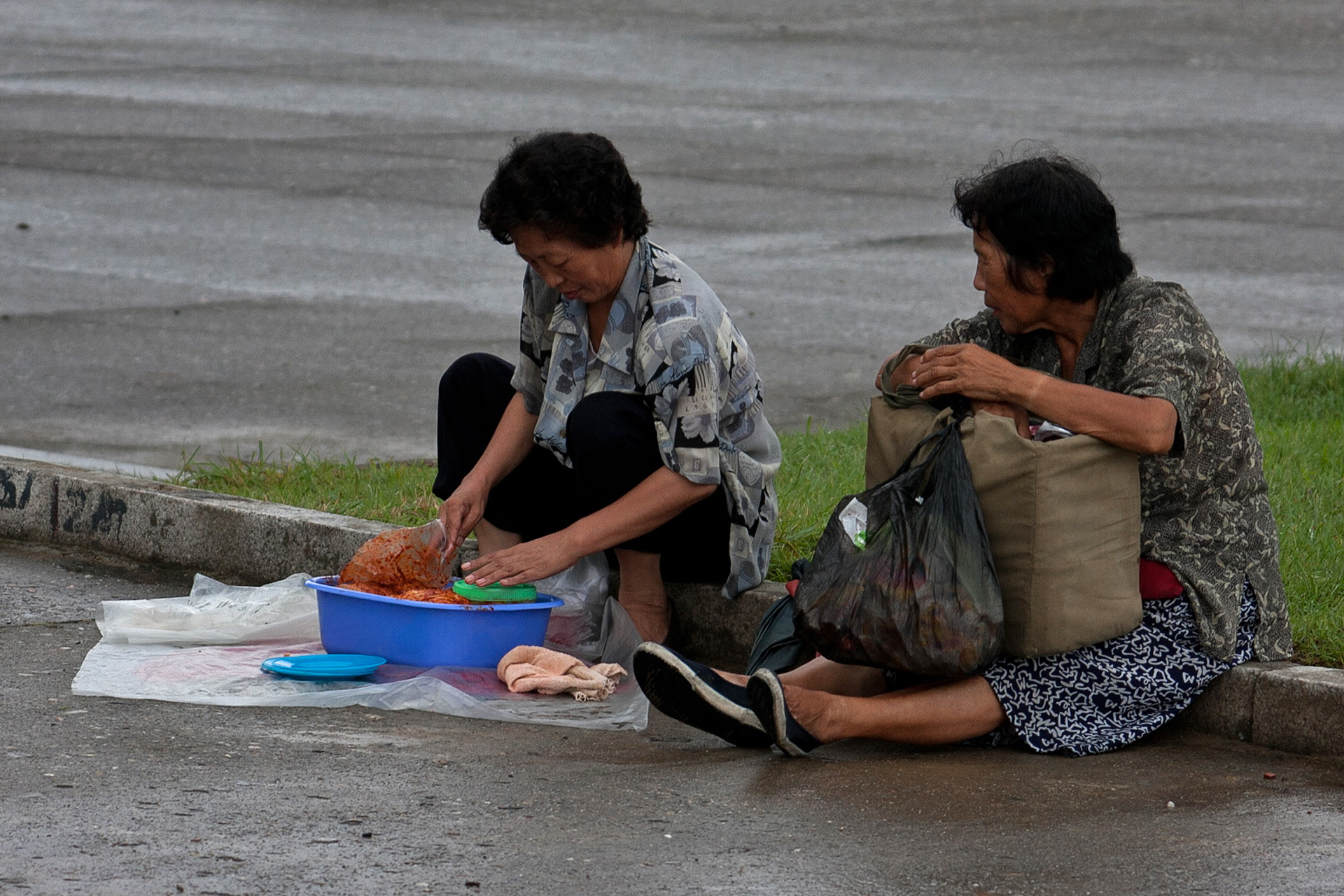
Le rôle de la femme nord-coréenne a changé avec la croissance des marchés.

Durant la famine des années 1990, les gens ont commencé à s'entraider dans leur communauté locale par le biais d'organisations, de leurs lieux de travail, de parents et de voisins. Ces réseaux d'assistance et de troc sont basés sur la solidarité et la confiance existantes. Il a été signalé que même les organisations de femmes, telles que les associations de femmes âgées, apportaient une aide. Les réseaux de troc existants se sont développés dans des marchés de fortune improvisés. Toutefois, certaines relations d'entraide déjà existantes à l'origine se sont effondrées et ont plus tard disparu.
Les femmes mariées et les femmes âgées avec des enfants mariés et des petits-enfants ont joué le rôle le plus actif dans les premiers actes d'entraide et dans la naissance des marchés jangmadang. Le rapporteur des droits de l'homme en Corée du Nord, Barbara Demick (en), appelle ces femmes les « mères de l'invention ». Ces femmes étaient celles qui se risquaient à parcourir de grandes distances pour trouver de la nourriture à la campagne, ou même dans d'autres provinces de la Corée du Nord (en) malgré les lois contre la mobilité humaine. L'administration locale des provinces, qui avait déjà souffert d'une autre famine dans les années 1980, était assez tolérante envers les actions des gens pour survivre. Ces femmes ont également défié la réglementation contre les transactions de biens non autorisés, et certaines ont effectué des allers-retours par-delà la dangereuse frontière vers la Chine pour assumer le rôle de soutien familial de la famille.
Historiquement, en Corée du Nord, l'homme est considéré comme le chef de famille et celui qui lui procure de quoi vivre, mais avec l'effondrement de l'économie nord-coréenne, les hommes ont été forcés de rester sur leur lieu de travail même si leurs usines n'étaient plus opérationnelles. Comme il est devenu impossible de vivre avec le salaire mensuel moyen, les femmes ont progressivement assumé le rôle dévolu aux hommes. Une femme mariée peut être enregistrée comme une femme au foyer à plein temps et occupant son temps au commerce. Les hommes doivent payer une somme à la direction de leurs usines pour avoir le même privilège. Cependant, la liberté relative donnée aux femmes a permis à certains hommes de rester dans la vie marchande pour gagner de l'argent. Alors que les hommes s'occupent du gros et du transport, les femmes s'occupent de vendre les produits sur les marchés. Selon Andreï Lankov, les femmes dominent remarquablement l'économie nord-coréenne dans les niveaux inférieurs. Elles s'engagent non seulement dans le commerce, mais aussi dans la production à petite échelle, fabriquant des chaussures, cousant des vêtements et préparant les aliments pour la vente.

### Sources
- Heonik Kwon et Byung-Ho Chung, North Korea : Beyond Charismatic Politics, Rowman & Littlefield Publishers, 12 mars 2012, 232 p. (ISBN 978-1-4422-1577-1, lire en ligne), p. 166–168
- (ko) Kisan Gunjal, Swithun Goodbody, Siemon Hollema, Katrien Ghoos, Samir Wanmali, Krishna Krishnamurthy et Emily Turano (Contributions by Belay Gaga, Bui Bong, Anna-Leena Räsänen, Xuerong Liu, Dawa Gyetse and Jennifer Rosenzweig), « FAO/WFP Crop and Food Security Assessment Mission to the Democratic People's Republic of Korea », sur FAO, 28 novembre 2013 (consulté le 29 novembre 2015)
- (ko) Scott Snyder, « North Korea Currency Reform: What Happened and What Will Happen To Its Economy? », sur The Asia Foundation, 31 mars 2010 (consulté le 29 novembre 2015)